# Prasinocyma simiaria
Prasinocyma simiaria är en fjärilsart som beskrevs av Achille Guenée 1857. Prasinocyma simiaria ingår i släktet Prasinocyma och familjen mätare. Inga underarter finns listade i Catalogue of Life.